# 사카이다역
사카이다역(일본어: 堺田駅)은 일본 야마가타현 모가미군 모가미정에 위치한 동일본 여객철도 리쿠우토 선의 철도역이다. 단선 승강장 1면 1선의 구조를 갖춘 지상역이다.

## 이용 현황
| 승차 인원 추이 | 승차 인원 추이 |
| 연도           | 1일 평균       |
| -------------- | -------------- |
| 2000           | 6              |
| 2001           | 9              |
| 2002           | 8              |
| 2003           | 8              |
| 2004           | 5              |

## 역 주변
- 국도 제47호선

## 역사
- 1917년 11월 1일 : 개업.
- 1971년 11월 30일 : 출·개납 무인화. 운전요원만 배치.
- 1983년 3월 7일 : CTC화에 의해 완전 무인화.
- 1987년 4월 1일 : 일본국유철도 분할 민영화에 의해, 동일본 여객철도가 승계.
- 1999년 12월 20일 : 교환 설비 철거.

## 인접 역
| ■ 리쿠우토 선                  | ■ 리쿠우토 선 | ■ 리쿠우토 선          |
| ------------------------------ | ------------- | ---------------------- |
| 나카야마다이라온센 고고타 방면 | ■ 리쿠우토 선 | 아카쿠라온센 신조 방면 |